# Jeļena Prokopčuka
Jeļena Prokopčuka (nata Čelnova; Riga, 21 settembre 1976) è una mezzofondista e maratoneta lettone, detentrice di otto record nazionali dai 3000 metri piani alla maratona.

## Biografia
Inizia la sua carriera internazionale nel 1994 nella categoria juniores e nel 1995 partecipa ai campionati mondiali di mezza maratona dove si classifica 74ª. Lo stesso anno è anche 35ª ai campionati europei di corsa campestre.
Nel 1996 prende parte ai campionati europei indoor di Stoccolma nei 3000 metri piani e ai Giochi olimpici di Atlanta nei 5000 metri piani, in entrambi i casi non passando alle fasi finali. Ottiene lo stesso risultato ai campionati mondiali di Atene 1997 nei 5000 metri piani, dopo essersi classificata quinta e sesta ai campionati europei under 23 di Turku rispettivamente nei 5000 e nei 10000 metri piani.
Nel 1998 si classifica quarta nei 3000 metri piani agli europei indoor di Valencia, mentre nella medesima competizione all'aperto raggiunge la sedicesima posizione nei 5000 metri piani.
Dopo essersi classificata ottava ai Giochi mondiali militari di Zagabria 1999, nel 2000 torna a piazzarsi quarta nei 3000 metri piani ai campionati europei indoor di Gand. Lo stesso anno partecipa ai Giochi olimpici di Sydney, dove si piazza nona nei 5000 metri piani e diciannovesima nei 10000 metri piani.
nel 2001 arriva quinta ai campionati mondiali di mezza maratona di Bristol, ma l'anno successivo riesce a conquistare la medaglia di bronzo ai mondiali di mezza maratona di Bruxelles 2002. Nello stesso anno si classifica quinta ai campionati europei di Monaco di Baviera nei 10000 metri piani.
Nel 2004 prende parte ai Giochi olimpici di Atene, dove raggiunge la settima posizione nei 10000 metri piani, distanza sulla quale nel 2005 si classifica dodicesima ai campionati mondiali di Helsinki.
Nel 2006 e nel 2014 partecipa nuovamente ai campionati europei di atletica leggera, classificandosi rispettivamente sesta e undicesima nei 10000 metri piani. Il 2016 è l'anno della sua ultima partecipazione a una grande manifestazione internazionale: ai Giochi olimpici di Rio de Janeiro si classifica infatti dodicesima nella maratona.
Proprio nella maratona Prokopčuka ottiene i risultati più rilevanti: conquista infatti due medaglie d'oro alla maratona di New York nel 2005 e nel 2006 e diverse altre medaglie in altre corse internazionali sulla medesima distanza.
In carriera ha collezionato ventuno titoli di campionessa nazionale lettone su distanze che vanno dagli 800 metri piani ai 10 km su strada. È inoltre detentrice di otto record nazionali, dai 3000 metri piani alla maratona.

## Record nazionali
- 3000 metri piani: 8'42"86 ( Stoccolma, 25 luglio 2006)
- 3000 metri piani indoor: 8'44"66 ( Gand, 27 febbraio 2000)
- 5000 metri piani: 14'47"71 ( Stoccolma, 11 agosto 2000)
- 10000 metri piani: 30'38"78 ( Göteborg, 7 agosto 2006)
- 10 km su strada: 31'33" ( Manchester, 21 maggio 2006)
- 20 km su strada: 1h06'44" ( Parigi, 13 ottobre 2002)
- Mezza maratona: 1h08'43" ( Bristol, 7 ottobre 2001)
- Maratona: 2h22'56" ( Osaka, 30 gennaio 2005)

## Progressione

### 1500 metri piani
| Stagione | Tempo    | Luogo     | Data      | Rank. Mond. |
| -------- | -------- | --------- | --------- | ----------- |
| 2015     | 4'28"35  | Riga      | 28-5-2015 |             |
| 2012     | 4'31"95  | Riga      | 24-5-2012 |             |
| 2007     | 4'23"57  | Valmiera  | 3-8-2007  |             |
| 2006     | 4'20"16  | Valmiera  | 30-6-2006 |             |
| 2004     | 4'14"3 m | Riga      | 6-8-2004  |             |
| 2003     | 4'16"82  | Ventspils | 14-6-2003 |             |
| 2001     | 4'16"23  | Riga      | 7-6-2001  |             |
| 2000     | 4'12"36  | Budapest  | 22-7-2000 |             |
| 1998     | 4'18"12  | Riga      | 29-5-1998 |             |

### 1500 metri piani indoor
| Stagione  | Tempo    | Luogo | Data      | Rank. Mond. |
| --------- | -------- | ----- | --------- | ----------- |
| 1999-2000 | 4'19"4 m | Riga  | 4-2-2000  |             |
| 1998-1999 | 4'32"2 m | Riga  | 12-2-1999 |             |
| 1997-1998 | 4'22"10  | Malmö | 21-2-1998 |             |
| 1996-1997 | 4'28"20  | Riga  | 25-1-1997 |             |
| 1995-1996 | 4'31"90  | Riga  | 17-2-1996 |             |

### 3000 metri piani
| Stagione | Tempo   | Luogo                      | Data      | Rank. Mond. |
| -------- | ------- | -------------------------- | --------- | ----------- |
| 2016     | 9'29"09 | Valmiera                   | 1-7-2016  |             |
| 2014     | 9'14"83 | Ogre                       | 2-8-2014  |             |
| 2008     | 9'49"82 | Vila Real de Santo António | 24-5-2008 |             |
| 2006     | 8'42"86 | Stoccolma                  | 25-7-2006 |             |
| 2007     | 9'06"95 | Lagos                      | 28-5-2005 |             |
| 2004     | 8'58"51 | Valmiera                   | 1-8-2004  |             |
| 2003     | 8'53"59 | Riga                       | 3-8-2003  |             |
| 2002     | 9'01"81 | Sheffield                  | 30-6-2002 |             |
| 2001     | 9'01"16 | Riga                       | 22-6-2001 |             |
| 2000     | 8'46"97 | Linz                       | 8-8-2000  |             |
| 1998     | 9'05"87 | Riga                       | 27-5-1998 |             |
| 1996     | 9'16"16 | Tallinn                    | 29-6-1996 |             |
| 1995     | 9'26"32 | Nyíregyháza                | 29-7-1995 |             |
| 1994     | 9'33"67 | Lisbona                    | 20-7-1994 |             |

### 3000 metri piani indoor
| Stagione  | Tempo   | Luogo     | Data      | Rank. Mond. |
| --------- | ------- | --------- | --------- | ----------- |
| 1999-2000 | 8'44"66 | Gand      | 27-2-2000 |             |
| 1998-1999 | 9'28"63 | Tallinn   | 21-2-1999 |             |
| 1997-1998 | 9'00"78 | Valencia  | 1-3-1998  |             |
| 1995-1996 | 9'17"23 | Stoccolma | 8-3-1996  |             |

### 5000 metri piani
| Stagione | Tempo    | Luogo                      | Data      | Rank. Mond. |
| -------- | -------- | -------------------------- | --------- | ----------- |
| 2014     | 15'53"77 | Riga                       | 22-6-2014 |             |
| 2012     | 15'51"74 | Valmiera                   | 9-6-2012  |             |
| 2008     | 16'04"77 | Vila Real de Santo António | 25-5-2008 |             |
| 2007     | 15'33"93 | Stoccolma                  | 7-8-2007  |             |
| 2005     | 15'03"10 | Stoccolma                  | 26-7-2005 |             |
| 2003     | 15'02"04 | Oslo                       | 27-6-2003 |             |
| 2002     | 15'08"28 | Oslo                       | 28-6-2002 |             |
| 2001     | 15'14"73 | Oslo                       | 13-7-2001 |             |
| 2000     | 14'47"71 | Stoccolma                  | 1-8-2000  |             |
| 1999     | 16'09"22 | Zagabria                   | 15-8-1999 |             |
| 1998     | 15'30"76 | Malmö                      | 6-6-1998  |             |
| 1997     | 15'53"75 | Riga                       | 6-6-1997  |             |
| 1996     | 15'59"00 | Atlanta                    | 26-7-1996 |             |

### 10000 metri piani
| Stagione | Tempo     | Luogo             | Data      | Rank. Mond. |
| -------- | --------- | ----------------- | --------- | ----------- |
| 2015     | 33'05"42  | Chia              | 6-6-2015  |             |
| 2014     | 32'34"03  | Zurigo            | 12-8-2014 |             |
| 2012     | 33'39"27  | Liepaja           | 7-7-2012  |             |
| 2007     | 32'43"2 m | Riga              | 16-9-2007 |             |
| 2006     | 30'38"78  | Göteborg          | 7-8-2006  |             |
| 2005     | 31'04"55  | Helsinki          | 6-8-2005  |             |
| 2004     | 31'04"10  | Atene             | 27-8-2004 |             |
| 2003     | 31'06"14  | Saint-Denis       | 23-8-2003 |             |
| 2002     | 31'17"72  | Monaco di Baviera | 6-8-2002  |             |
| 2001     | 32'02"96  | Villeneuve d'Ascq | 17-6-2001 |             |
| 2000     | 31'27"86  | Lisbona           | 1-4-2000  |             |
| 1998     | 33'29"04  | Mosca             | 3-8-1998  |             |
| 1997     | 33'41"51  | Turku             | 13-7-1997 |             |
| 1995     | 34'47"97  | Nyíregyháza       | 30-7-1995 |             |
| 1994     | 36'21"59  | Lisbona           | 24-7-1994 |             |

### 10 km su strada
| Stagione | Tempo  | Luogo      | Data       | Rank. Mond. |
| -------- | ------ | ---------- | ---------- | ----------- |
| 2018     | 34'59" | Pärnu      | 2-9-2018   |             |
| 2016     | 33'44" | Pärnu      | 4-9-2016   |             |
| 2015     | 32'33" | Manchester | 10-5-2015  |             |
| 2013     | 32'21" | Manchester | 26-5-2013  |             |
| 2012     | 36'31" | Lisbona    | 31-12-2012 |             |
| 2010     | 33'30" | Manchester | 16-5-2010  |             |
| 2009     | 32'30" | Dublino    | 5-4-2009   |             |
| 2007     | 31'55" | Manchester | 20-5-2007  |             |
| 2006     | 31'33" | Manchester | 21-5-2006  |             |
| 2005     | 31'35" | Manchester | 22-5-2005  |             |
| 2004     | 32'10" | Amadora    | 31-12-2004 |             |
| 2003     | 32'24" | Lisbona    | 31-12-2003 |             |
| 2002     | 34'07" | San Juan   | 17-2-2002  |             |
| 2001     | 33'22" | Tallinn    | 9-9-2001   |             |

### Mezza maratona
| Stagione | Tempo    | Luogo     | Data      | Rank. Mond. |
| -------- | -------- | --------- | --------- | ----------- |
| 2016     | 1h11'44" | Lisbona   | 20-3-2016 |             |
| 2015     | 1h13'25" | Riga      | 17-5-2015 |             |
| 2014     | 1h12'28" | Tallinn   | 14-9-2014 |             |
| 2013     | 1h12'52" | Kuldiga   | 10-8-2013 |             |
| 2012     | 1h10'28" | Riga      | 20-5-2012 |             |
| 2009     | 1h09'58" | Lisbona   | 22-3-2009 |             |
| 2008     | 1h10'01" | Parigi    | 2-3-2008  |             |
| 2005     | 1h10'13" | Vilamoura | 10-4-2005 |             |
| 2004     | 1h08'52" | Miyazaki  | 6-1-2004  |             |
| 2003     | 1h09'42" | Parigi    | 9-3-2003  |             |
| 2002     | 1h09'15" | Bruxelles | 5-5-2002  |             |
| 2001     | 1h08'43  | Bristol   | 7-10-2001 |             |
| 1995     | 1h19'27" | Belfort   | 1-10-1995 |             |

### Maratona
| Stagione | Tempo    | Luogo          | Data       | Rank. Mond. |
| -------- | -------- | -------------- | ---------- | ----------- |
| 2016     | 2h29'32" | Rio de Janeiro | 14-8-2016  |             |
| 2015     | 2h24'07" | Osaka          | 25-1-2015  |             |
| 2014     | 2h24'07" | Nagoya         | 9-3-2014   |             |
| 2013     | 2h25'46" | Nagoya         | 10-3-2013  |             |
| 2012     | 2h26'55" | Yokohama       | 18-11-2012 |             |
| 2005     | 2h22'56" | Osaka          | 30-1-2005  |             |
| 2003     | 2h24'01" | Londra         | 13-4-2003  |             |
| 2002     | 2h28'36" | Parigi         | 7-4-2002   |             |

## Palmarès
| Anno | Manifestazione             | Sede              | Evento         | Risultato | Prestazione | Note |
| ---- | -------------------------- | ----------------- | -------------- | --------- | ----------- | ---- |
| 1994 | Mondiali juniores          | Lisbona           | 3000 m piani   | Batteria  | 9'33"67     |      |
| 1994 | Mondiali juniores          | Lisbona           | 10000 m piani  | 13ª       | 36'21"59    |      |
| 1995 | Europei juniores           | Nyíregyháza       | 3000 m piani   | 5ª        | 9'26"32     |      |
| 1995 | Europei juniores           | Nyíregyháza       | 10000 m piani  | 4ª        | 34'47"97    |      |
| 1995 | Mondiali di mezza maratona | Belfort           | Mezza maratona | 74ª       | 1h19'27"    |      |
| 1995 | Europei di corsa campestre | Alnwick           | Cross 4,5 km   | 35ª       | 14'48"      |      |
| 1996 | Europei indoor             | Stoccolma         | 3000 m piani   | Batteria  | 9'17"23     |      |
| 1996 | Giochi olimpici            | Atlanta           | 5000 m piani   | Batteria  | 15'59"00    |      |
| 1997 | Europei under 23           | Turku             | 5000 m piani   | 5ª        | 15'55"74    |      |
| 1997 | Europei under 23           | Turku             | 10000 m piani  | 6ª        | 33'41"51    |      |
| 1997 | Mondiali                   | Atene             | 5000 m piani   | Batteria  | 16'27"63    |      |
| 1998 | Europei indoor             | Valencia          | 3000 m piani   | 4ª        | 9'00"78     |      |
| 1998 | Europei                    | Budapest          | 5000 m piani   | 16ª       | 16'21"75    |      |
| 1999 | Giochi mondiali militari   | Zagabria          | 5000 m piani   | 8ª        | 16'09"22    |      |
| 2000 | Europei indoor             | Gand              | 3000 m piani   | 4ª        | 8'44"66     |      |
| 2000 | Giochi olimpici            | Sydney            | 5000 m piani   | 9ª        | 14'55"46    |      |
| 2000 | Giochi olimpici            | Sydney            | 10000 m piani  | 19ª       | 32'17"72    |      |
| 2001 | Mondiali di mezza maratona | Bristol           | Mezza maratona | 5ª        | 1'08"43     |      |
| 2002 | Mondiali di mezza maratona | Bruxelles         | Mezza maratona | Bronzo    | 1h09'15"    |      |
| 2002 | Europei                    | Monaco di Baviera | 10000 m piani  | 5ª        | 31'17"72    |      |
| 2002 | Mondiali militari          | Tivoli            | 5000 m piani   | 4ª        | 15'40"88    |      |
| 2003 | Mondiali                   | Saint-Denis       | 10000 m piani  | 10ª       | 31'06"14    |      |
| 2004 | Giochi olimpici            | Atene             | 10000 m piani  | 7ª        | 31'04"10    |      |
| 2005 | Mondiali                   | Helsinki          | 10000 m piani  | 12ª       | 31'04"55    |      |
| 2006 | Europei                    | Göteborg          | 10000 m piani  | 6ª        | 30'38"78    |      |
| 2014 | Europei                    | Zurigo            | 10000 m piani  | 11ª       | 32'34"03    |      |
| 2016 | Giochi olimpici            | Rio de Janeiro    | Maratona       | 12ª       | 2h29'32"    |      |

## Campionati nazionali
- 3 volte campionessa lettone assoluta degli 800 metri piani indoor (1997, 1998, 1999)
- 2 volte campionessa lettone assoluta dei 1500 metri piani (1998, 2003)
- 5 volte campionessa lettone assoluta dei 1500 metri piani indoor (1996, 1997, 1998, 1999, 2000)
- 5 volte campionessa lettone assoluta dei 3000 metri piani (1998, 2002, 2006, 2014, 2016)
- 3 volte campionessa lettone assoluta dei 5000 metri piani (1996, 2002, 2005)
- 2 volte campionessa lettone assoluta dei 10000 metri piani (2003, 2004)
- 1 volta campionessa lettone assoluta dei 10 km su strada (2018)

1996
- Oro ai campionati lettoni assoluti indoor, 1500 m piani - 4'31"90
- Oro ai campionati lettoni assoluti, 5000 m piani - 16'01"30

1997
- Oro ai campionati lettoni assoluti indoor, 800 m piani - 2'12"80
- Oro ai campionati lettoni assoluti indoor, 1500 m piani - 4'28"20

1998
- Oro ai campionati lettoni assoluti indoor, 800 m piani - 2'14"80
- Oro ai campionati lettoni assoluti indoor, 1500 m piani - 4'28"10
- Oro ai campionati lettoni assoluti, 1500 m piani - 4'26"41
- Oro ai campionati lettoni assoluti, 3000 m piani - 9'13"64

1999
- Oro ai campionati lettoni assoluti indoor, 800 m piani - 2'15"4 m
- Oro ai campionati lettoni assoluti indoor, 1500 m piani - 4'32"2 m

2000
- Oro ai campionati lettoni assoluti indoor, 1500 m piani - 4'19"4 m

2002
- Oro ai campionati lettoni assoluti, 3000 m piani - 9'05"30
- Oro ai campionati lettoni assoluti, 5000 m piani - 15'45"88

2003
- Oro ai campionati lettoni assoluti dei 10000 m piani - 32'49"3 m
- Oro ai campionati lettoni assoluti, 1500 m piani - 4'19"78
- Argento ai campionati lettoni assoluti, 3000 m piani - 8'53"59

2004
- Oro ai campionati lettoni assoluti dei 10000 m piani - 32'55"9 m
- Bronzo ai campionati lettoni assoluti, 1500 m piani - 4'23"00

2005
- Oro ai campionati lettoni assoluti, 5000 m piani - 16'13"14

2006
- Oro ai campionati lettoni assoluti, 3000 m piani - 9'03"17

2007
- Argento ai campionati lettoni assoluti, 1500 m piani - 4'23"57

2014
- Oro ai campionati lettoni assoluti, 3000 m piani - 9'14"83

2016
- Oro ai campionati lettoni assoluti, 3000 m piani - 9'29"03

2018
- Oro ai campionati lettoni assoluti dei 10 km su strada - 35'32"

## Altre competizioni internazionali
2001
- 20ª alla mezza maratona di Lisbona - 1h15'13"

2002
- Oro alla mezza maratona di Parigi - 1h11'08"
- 5ª alla maratona di Parigi - 2h28'36"

2003
- Oro alla mezza maratona di Parigi - 1h09'42"
- 7ª alla maratona di Londra - 2h24'01"
- Bronzo alla maratona di Chicago - 2h24'53"

2004
- 4ª alla maratona di Boston - 2h30'16"
- 5ª alla maratona di New York - 2h26'51"

2005
- Oro alla maratona di New York - 2h24'41"
- Argento alla San Silvestre Vallecana (Madrid), 10 km - 31'51"

2006
- Argento alla maratona di Boston - 2h23'48"
- Oro alla maratona di New York - 2h25'05"
- Oro alla San Silvestre Vallecana (Madrid), 10 km - 31'27"

2007
- Argento alla maratona di Boston - 2h29'58"
- Bronzo alla maratona di New York - 2h26'13"

2008
- Argento alla mezza maratona di Parigi - 1h10'01"
- 4ª alla maratona di Boston - 2h28'12"

2009
- Oro alla mezza maratona di Parigi - 1h10'43"

2012
- 10ª alla maratona di Londra - 2h27'04"

2013
- Bronzo alla maratona di New York - 2h27'47"

2014
- 4ª alla maratona di New York - 2h26'15"

2015
- 6ª alla Coppa Europa dei 10000 metri (Chia) - 33'05"42
- 8ª alla maratona di New York - 2h28'46"

2016
- Bronzo alla maratona di Boston - 2h32'28"